# Soraya Arnelas
Soraya Arnelas Rubiales, conosciuta anche come Soraya (Valencia de Alcántara, 13 settembre 1982), è una cantante pop e Rhythm and blues spagnola.
Poliglotta, dopo aver lavorato come assistente di volo, ha iniziato la sua carriera musicale partecipando nel 2005 al talent show Operación Triunfo e pubblicando poi, il 5 dicembre 2005, l'album Corazón De Fuego, prodotto da Kike Santander.
Nel 2009 ha rappresentato la Spagna all'Eurofestival con la canzone La noche es para mí, finendo penultima in finale.

## Discografia
- Corazón de fuego (2005)
- Ochenta's (2006)
- La dolce vita (2007)
- Sin miedo (2008)
- Dreamer (2010)